# 腓肠神经
腓腸神經（Sural nerve）是小腿肚部位的感覺神經，是由脛神經和腓总神经的分支所組成。有兩個往皮膚的分支，分別是内侧分支及外側分支。内侧分支是源自脛神經，而外側分支是源自腓总神经。脛神經和腓总神经在骨盆匯集成坐骨神經，而在股骨髁间窝分支為二條神經。脛神經由股骨髁间窝往下延伸，到腓腸肌下方之前，會延伸一個往皮膚的分支，即為腓肠内侧皮神经。腓总神经也有一個小的皮膚神經分支，即為外側腓腸神經。腓总神经和坐骨神經叉開，再往下的腓总神经會平行於股二頭肌的遠側部分並朝向腓骨移動。而腓总神经的小皮膚神經分支出現在腓总神经接近腓骨神經的部位。向腓骨頭行進時出現小皮膚分支。神經會繼續沿著腿的後側往下延伸，會從外側踝骨的後面延伸到腓骨肌，並且達到第五腳趾的側向結節，會再有一個小的分支。